# HMS Vengeance (R71)
HMS Vengeance (R71) là một tàu sân bay thuộc lớp Colossus được Hải quân Hoàng gia Anh chế tạo trong giai đoạn Chiến tranh Thế giới thứ hai. Nó đã phục vụ cho hải quân của ba nước trong suốt cuộc đời hoạt động: Hải quân Hoàng gia Anh, Hải quân Hoàng gia Australia dưới tên gọi HMAS Vengeance từ năm 1952 đến năm 1955, và cho Hải quân Brazil dưới tên gọi Minas Gerais (A 11) từ năm 1956 đến năm 2001.
Được chế tạo trong giai đoạn Thế Chiến II, Vengeance là một trong số ít những chiếc trong lớp hoàn tất trước khi chiến tranh kết thúc, mặc dù nó không tham gia một hoạt động tác chiến thực tế nào. Chiếc tàu trải qua một vài năm như một tàu vận chuyển máy bay và tàu sân bay huấn luyện cho đến khi thực hiện một chuyến đi nhằm thử nghiệm sức chịu đựng của con tàu và thủy thủ đoàn trong hoàn cảnh thời tiết khắc nghiệt của Bắc Cực. Vào cuối năm 1952, Vengeance được cho Hải quân Hoàng gia Australia mượn thay thế cho chiếc tàu sân bay Melbourne mà việc hoàn tất đang bị trì hoãn. Nó ở lại vùng biển Australia trong hầu hết thời gian ba năm cho mượn, được sử dụng như một tàu sân bay và tàu huấn luyện, trước khi được hoàn trả cho Hải quân Hoàng gia Anh vào tháng 8 năm 1955.
Thay vì đưa vào hoạt động, chiếc tàu sân bay được Anh bán cho Brasil vào năm 1956, và được đưa ra hoạt động sau khi đã được nâng cấp rộng rãi, cho phép nó hoạt động cùng máy bay phản lực. Được đặt lại tên là Minas Gerais, chiếc tàu sân bay được giữ lại hoạt động cho đến năm 2001. Nhiều nỗ lực đã được thực hiện để bán con tàu, kể cả một lần được liệt kê trên trang đấu giá trực tuyến eBay, trước khi nó được bán để tháo dỡ khi được kéo đến Alang thuộc Ấn Độ.

## Thiết kế và chế tạo
Vengeance được đặt lườn vào ngày 16 tháng 11 năm 1942 bởi hãng đóng tàu Swan Hunter. Nó được hạ thủy vào ngày 23 tháng 2 năm 1944; và việc chế tạo hoàn tất vào ngày 15 tháng 1 năm 1945.
Những chiếc tàu sân bay thuộc lớp Colossus được dự tính như những tàu chiến "dùng-và-bỏ", chỉ hoạt động trong Thế Chiến II và sẽ được tháo dỡ sau khi chiến tranh kết thúc hoặc sau ba năm phục vụ. Bất chấp lời dự báo như thế, Vengeance đã có cuộc đời phục vụ kéo dài hơn 55 năm.

### Vũ khí
Vũ khí trang bị ban đầu bao gồm 6 khẩu đội bốn nòng QF 2 pounder (còn gọi là pom-poms) và 19 khẩu pháo Oerlikon 20 mm. Vào năm 1945, sau khi được bố trí đến Hạm đội Thái Bình Dương, tám khẩu Oerlikon được thay thế bằng tấm khẩu pháo Bofors 40 mm nòng đơn; những khẩu pháo này đã chứng tỏ khả năng bảo vệ tốt hơn chống lại các máy bay tấn công cảm tử kamikaze Nhật Bản.
Khi được đưa vào phục vụ cùng Hải quân Australia vào năm 1952, vũ khí trang bị bao gồm 12 khẩu pháo Bofors 40 mm và 32 khẩu Oerlikon 20 mm.

### Máy bay
Vào giai đoạn hoạt động cùng Hải quân Hoàng gia Australia, Vengeance mang theo một phi đội của mỗi loại máy bay Hawker Sea Fury và Fairey Firefly. Ngoài ra, liên đội máy bay phối thuộc còn bao gồm ba chiếc máy bay trực thăng Bristol Sycamore, được Hải quân Australia sở hữu sau khi chứng kiến sự trình diễn của một chiếc Sycamore của Hải quân Mỹ hoạt động trên chiếc Sydney trong Chiến tranh Triều Tiên vào những năm 1951–1952. Cho dù không phải là chiếc máy bay trực thăng đầu tiên được đưa ra phục vụ quân sự cùng Australia, danh hiệu thuộc về một chiếc Sikorsky S-51 của Không quân Hoàng gia Australia, những chiếc Sycamore đã hình thành nên phi đội máy bay quân sự Australia đầu tiên, đưa đến việc thành lập trường huấn luyện phi công trực thăng đầu tiên của Australia. Cả ba chiếc máy bay này đều được mua từ Anh trên chiếc Vengeance.

## Lịch sử hoạt động

### Phục vụ cho Anh Quốc
Vengeance khởi hành đi Viễn Đông để tăng cường cho Hạm đội Thái Bình Dương. Ngay sau khi Chiến tranh Thế giới thứ hai kết thúc, Vengeance được tách ra và gửi đến Hong Kong nhằm tái chiếm thuộc địa này, ngăn ngừa một cuộc đảo chính bởi các lực lượng Trung Quốc. Vengeance sau đó hợp cùng các tàu sân bay trong lớp Colossus trong nhiệm vụ hồi hương các tù binh chiến tranh.
Ngày 11 tháng 3 năm 1945, Vengeance rời sông Clyde tiến hành chạy thử máy tại Malta. Những công việc này hoàn tất vào ngày 21 tháng 5, khi nó được phân về Hải đội Tàu sân bay 11 thuộc Hạm đội Thái Bình Dương. Chiếc tàu sân bay hướng đến Sydney ngang qua Alexandria, Port Said, Trincomalee và Fremantle, đến nơi vào ngày 26 tháng 7. Trong khi đang neo đậu tại Sydney, tám khẩu Oerlikon 20 mm được thay thế bằng tấm khẩu pháo Bofors 40 mm nòng đơn; những khẩu pháo này đã chứng tỏ khả năng bảo vệ tốt hơn chống lại các máy bay tấn công cảm tử kamikaze Nhật Bản. Vengeance được phân về Đội Đặc nhiệm 111.2 của Hạm đội Thái Bình Dương, và được bố trí như một phần của lực lượng dự định tấn công vào Truk lúc đó còn do quân Nhật chiếm đóng, nhưng nó chưa rời Sydney khi chiến tranh kết thúc. Sau khi Nhật Bản tuyên bố chấp nhận đầu hàng, Vengeance nhận được lệnh đi đến Hong Kong, và vào ngày 3 tháng 9 nằm trong thành phần của lực lượng tiếp nhận sự đầu hàng của quân Nhật trú đóng tại thuộc địa này. Sự hiện diện của chiếc tàu sân bay còn nhằm ngăn ngừa một vụ đảo chính bởi các lực lượng quân sự Trung Quốc. Sau đó Vengeance tham gia cùng các con tàu chị em trong lớp Colossus trong nhiệm vụ hồi hương những tù binh chiến tranh.
Vào tháng 4 năm 1946, Vengeance chuyển giao các phi đội Không quân Hoàng gia Anh 11 và 17 đến Miho, Ibaraki tại Nhật Bản, nơi chúng được phối thuộc trong thành phần Lực lượng Chiếm đóng Khối Thịnh vượng chung Anh Quốc. Vengeance ở lại vùng biển Viễn Đông cho đến ngày 20 tháng 7 năm 1946, khi nó khởi hành quay về Anh Quốc. Chiếc tàu sân bay về đến cảng Devonport vào ngày 13 tháng 8 năm 1946, và vào cuối năm đó được bố trí như một tàu sân bay huấn luyện đặt căn cứ tại Scotland.
Vengeance viếng thăm Oslo và Trondheim vào tháng 6 năm 1947, cùng với Bộ trưởng Hải quân Sir John Cunningham trên tàu. Vào đầu năm 1948, chiếc tàu sân bay được phân về Hải đội Tàu sân bay 3 thuộc Hạm đội Nhà Anh Quốc. Nó ghé thăm St Helena vào tháng 10, và di chuyển cùng với hải đội đến vùng biển Nam Phi cho đến giữa tháng 11. Sau khi quay lại Anh Quốc, Vengeance được cải biến cho phù hợp với điều kiện thời tiết của Bắc Cực, và từ ngày 5 tháng 2 đến ngày 8 tháng 3 năm 1949 đã hoạt động tại vùng biển Bắc Cực như một phần của chiến dịch Rusty: một chuyến đi thử nghiệm về hoạt động của con tàu, máy bay và thủy thủ đoàn trong điều kiện cực lạnh.

### Cho Australia mượn
Vào tháng 6 năm 1951, khi nhận được thông báo là chiếc tàu sân bay Melbourne sẽ không thể hoàn tất cho đến ít nhất là tháng 3 năm 1954, Ủy ban Quốc phòng Australia đã đề nghị rằng Chính phủ Australia nên yêu cầu Hải quân Hoàng gia Anh cho mượn một tàu sân bay. Thời hạn dự báo cho việc hoàn thành chiếc Melbourne sẽ là 21 tháng trễ hơn so với dự kiến ban đầu, vốn là cơ sở cho việc hoạt động của Không lực Hải quân với hai tàu sân bay. Hải quân Australia tìm kiếm một thỏa thuận cho mượn một tàu sân bay trong bốn năm từ cuối năm 1952 đến cuối năm 1956, để lấp vào sự chậm trễ của chiếc Melbourne cùng kế hoạch nâng cấp chiếc Sydney một khi chiếc Melbourne được đưa vào hoạt động. Ban đầu chính phủ Australia đề nghị chiếc tàu sân bay cho mượn sẽ được cải tiến để có thể hoạt động cùng các kiểu máy bay mới de Havilland Sea Venom và Fairey Gannet, sao cho Melbourne và chiếc tàu sân bay cho mượn sẽ cùng hoạt động trong khi chiếc Sydney được nâng cấp; nhưng họ đã rút lui đề nghị đó sau khi được Bộ Hải quân Anh cho biết tính năng đó đòi hỏi phải trang bị một hệ thống cáp hãm mới, và trì hoãn việc sử dụng chiếc tàu sân bay cho mượn đến tận tháng 3 năm 1954, cũng như Australia phải chịu toàn bộ chi phí cải tiến. Nhiều cải tiến nhỏ được chấp thuận và được Australia thanh toán, bao gồm việc bổ sung các tiện nghi nghỉ ngơi cho đội bay.
Vengeance là chiếc tàu sân bay được chọn để cho mượn, và các cải tiến để phục vụ cùng Australia được hoàn tất vào tháng 11 năm 1952. Nhằm cung ứng nhân sự cần thiết cho chiếc tàu sân bay mượn, Hải quân Hoàng gia Australia phải đưa chiếc tàu tuần dương hạng nhẹ Hobart về lực lượng dự bị. Việc cho mượn được chấp thuận, khi chính phủ Anh không tính phí cho thuê, nhưng Hải quân Australia phải chịu mọi chi phí hoạt động của con tàu bao gồm các dự trữ tiếp ban đầu. Vào giữa năm 1952, chiếc tàu biển chở khách Asturias được Hải quân Australia thuê để đưa thủy thủ đoàn sang Anh nhận tàu.

### Phục vụ cùng Hải quân Hoàng gia Australia
Vengeance được chuyển cho hải quân Hoàng gia Australia vào ngày 13 tháng 11 năm 1952. Nó tái hoạt động như một tàu chiến Australia vào ngày này, với ký hiệu HMAS trước tên của nó. Rời cảng Devonport vào cuối năm 1952, chiếc tàu sân bay quay về Australia ngang qua Địa Trung Hải, và đến Fremantle ngày 26 tháng 2 năm 1953. Nó đến Sydney vào tháng 3, và được đưa ra hoạt động đầy đủ vào tháng 6. Cuối năm 1953, Vengeance được chuẩn bị để được bố trí tại Triều Tiên, hỗ trợ cho lực lượng Liên Hợp Quốc thi hành lệnh ngừng bắn đạt được vào tháng 7 năm 1953. Chuyến đi đã không được thực hiện, vì chiếc HMAS Sydney được gửi đi thay thế.

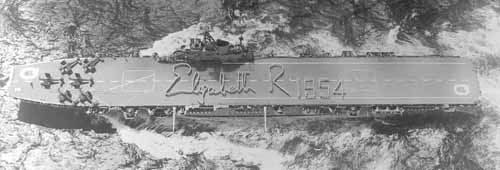
Thủy thủ đoàn Vengeance tập trung trên sàn đáp, xếp hình chữ ký của Nữ hoàng Elizabeth II.

Ngày 9 tháng 3 năm 1954, đang khi ở trong vịnh Port Philip, một xuồng chở 30 thủy thủ hướng về chiếc tàu sân bay gặp các đợt sóng lớn và bị lật, làm hai thủy thủ thiệt mạng. Các thợ lặn hải quân đã tham gia vào việc cứu hộ những người sống sót, trong đó một người đã được tặng thưởng Huân chương Đế quốc Anh do nỗ lực này. Ngày 5 tháng 4, Vengeance bị một tai nạn va chạm cùng với tàu khu trục Bataan ngoài khơi bờ biển New South Wales. Bataan đang tìm cách để được tiếp nhiên liệu từ chiếc Vengeance khi mũi chiếc tàu khu trục chạm vào hông chiếc tàu sân bay. Thiệt hại chỉ là nhẹ, và cả hai chiếc tàu quay trở về cảng mà không cần sự trợ giúp. Vào ngày 29 tháng 5, trong chuyến viếng thăm chính thức của Hoàng gia Anh đến Australia, thủy thủ đoàn của Vengeance đã tập trung trên sàn đáp, xếp hình chữ ký của Nữ hoàng. Sau khi nhìn thấy hình ảnh trên từ máy bay của mình, Nữ hoàng Elizabeth II đã gửi bức điện đến con tàu, nói rằng "cảm ơn sự giả mạo nguyên vẹn này."
Vào tháng 6 năm 1954, Vengeance được rút khỏi hoạt động thường trực và được xếp loại như một tàu huấn luyện chủ yếu của Hải quân Hoàng gia Australia. Con tàu huấn luyện trước đây, tàu khu trục Australia, được đánh dấu vào giữa năm 1953 sẽ ngừng hoạt động và tháo dỡ, vì việc hiện đại hóa nó sẽ không kinh tế. Cùng lúc đó, Hải quân Australia đang tìm cách cắt giảm chi phí hoạt động, và việc giảm bớt không lực hạm đội từ hai xuống còn một tàu sân bay thường trực sẽ đem đến một khoảng tiết kiệm đáng kể. Việc rút chiếc Vengeance khỏi hoạt động thường trực, kết hợp với việc tìm kiếm một con tàu huấn luyện thay thế cho chiếc Australia vốn phải đủ lớn để chứa số lượng lớn học viên nghĩa vụ quân sự, đã đặt con tàu sân bay trong vai trò huấn luyện. Ngày 31 tháng 8, Vengenace tháp tùng chiếc Australia trong chuyến hải trình cuối cùng của chiếc này trước khi ngừng hoạt động. Chiếc tàu sân bay đi đến Nhật Bản vào cuối tháng 10, chuyến đi đầu tiên rời khỏi vùng biển Australia trong cuộc đời phục vụ cùng hải quân Australia. Vengeance quay trở về Australia vào tháng 11 sau khi đón nhận Phi đội 77 Không quân Hoàng gia Australia lên tàu.

### Hoàn trả cho Anh Quốc và bán cho Brazil
Tháng 5 năm 1955, HMAS Sydney thay thế cho Vengeance trong vai trò huấn luyện cũng như đảm trách nhiệm vụ soái hạm cùng các hoạt động khác của chính nó, và chiếc tàu sân bay cho mượn được chuẩn bị để hoàn trả cho Anh Quốc. Vengeance khởi hành hướng đến Anh vào tháng 6, ghé qua Singapore để nhận một phi đội máy bay trực thăng Hải quân Hoàng gia. Đến nơi ngày 12 tháng 8, thủy thủ đoàn Australia chuẩn bị cho con tàu quay về dự bị, và Vengeance được cho ngưng hoạt động ngày 25 tháng 10. Sau đó họ được nghỉ phép trước khi tập trung lại chuẩn bị cho chiếc Melbourne đã hoàn tất chạy thử máy ngoài biển và đưa vào hoạt động, vốn diễn ra vào ngày 28 tháng 10 năm 1955.
Vengeance không được đưa trở lại hoạt động cùng Hải quân Hoàng gia, và vào ngày 14 tháng 12 năm 1956, chiếc tàu sân bay được Bộ Hải quân bán cho Brazil với giá 9 triệu Đô-la Mỹ. Từ giữa năm 1957 đến tháng 12 năm 1960, nó được tái cấu trúc và tái trang bị rộng rãi tại xưởng tàu Verlome ở Rotterdam với phí tổn lên đến 27 triệu Đô-la. Các công việc cải biến bao gồm trang bị một sàn đáp chéo góc 8,5 độ, một máy phóng thủy lực mạnh hơn, móc hãm chắc chắn hơn, thang nâng được gia cố, và một hệ thống gương hỗ trợ hạ cánh. Điều này cho phép nó hoạt động cùng kiểu máy bay phản lực, vốn to hơn, nhanh hơn và nặng hơn so với kiểu máy bay cánh quạt từng hoạt động trước đó cùng chiếc tàu sân bay. Một cấu trúc thượng tầng mới được trang bị, bao gồm một cột ăn-ten bắt chéo mang một bộ radar và hệ thống điều khiển hỏa lực mới. Dung lượng của nồi hơi được gia tăng, và hệ thống điện nội bộ được chuyển đổi sang nguồn điện xoay chiều. Việc tái cấu trúc hiện đại hóa kéo dài khiến cho con tàu, vốn là chiếc tàu sân bay đầu tiên được một nước Châu Mỹ Latin mua lại, trở thành chiếc thứ hai được đưa vào hoạt động; một chiếc tàu sân bay khác cũng thuộc lớp Colossus đã được đưa vào hoạt động cùng Hải quân Argentine dưới tên gọi ARA Independencia vào tháng 7 năm 1959.
Chiếc tàu sân bay được đưa vào hoạt động cùng Hải quân Brazil dưới tên gọi Minas Gerais vào ngày 6 tháng 12 năm 1960. Nó rời Rotterdam hướng về Rio de Janerio vào ngày 13 tháng 1 năm 1961.

### Phục vụ cho Hải quân Brazil
Vào năm 1965, Tổng thống Brazil Humberto de Alencar Castello Branco quyết định loại bỏ máy bay cánh cố định khỏi hoạt động của Hải quân, giao trách nhiệm này cho Không quân Brazil. Kết quả là, Minas Gerais phải nhận trên tàu hai liên đội không quân hoạt động đồng thời: Hải quân sử dụng những chiếc máy bay trực thăng, trong khi Không quân hoạt động những chiếc S-2 Tracker. Vì vậy, chiếc tàu sân bay trải qua hầu hết quãng đời hoạt động tại Brazil như một tàu sân bay chống tàu ngầm.

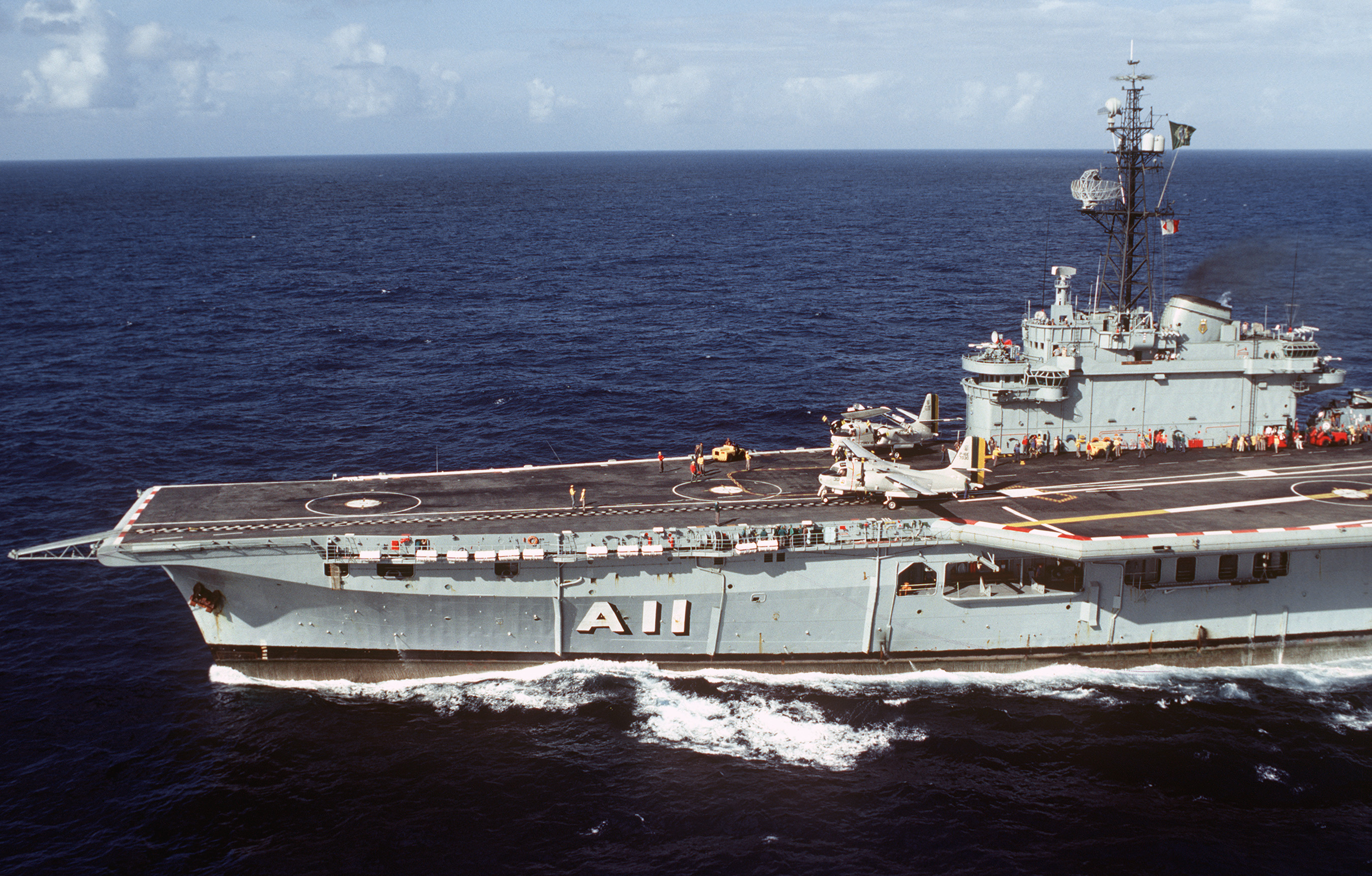
Minas Gerais trên đường đi vào năm 1984

Minas Gerais trải qua một đợt tái trang bị lớn khác từ năm 1976 đến năm 1981, trong đó hệ thống radar được nâng cấp, trang bị hệ thống trao đổi thông tin, và tuổi thọ ước tính của con tàu được kéo dài đến Thập niên 1990. Từ năm 1986, những vấn đề về động cơ và ngân quỹ hoạt động đã khiến cho chiếc tàu sân bay ARA Veinticinco de Mayo của Hải quân Argentina thường xuyên nằm lại cảng, khiến cho Minas Gerais trở thành chiếc tàu sân bay duy nhất hoạt động tại khu vực Nam Mỹ.
Từ tháng 7 năm 1991 đến tháng 10 năm 1993, chiếc tàu sân bay lại trải qua một đợt hiện đại hóa lớn, tân trang lại hệ thống động lực, nâng cấp hệ thống chỉ huy và radar kiểm soát, đồng thời thay thế các khẩu pháo Bofor bằng tên lửa không-đối-đất Mistral. Năm 1999, Hải quân Brazil sở hữu 20 máy bay A-4KU Skyhawk và ba máy bay huấn luyện TA-4KU nguyên của Không quân Kuwait; lần đầu tiên kể từ khi chiếc tàu sân bay hoạt động mà Không lực Hải quân Brazil được phép sở hữu và hoạt động máy bay chiến đấu cánh cố định.
Minas Gerais được cho ngừng hoạt động vào ngày 16 tháng 10 năm 2001, chiếc tàu sân bay hạng nhẹ cuối cùng của thời kỳ Thế Chiến II rời khỏi phụng vụ. Vào lúc nó ngừng hoạt động, nó là chiếc tàu sân bay hoạt động cũ nhất trên thế giới, một danh hiệu mà nó chuyển cho chiếc Kitty Hawk vốn được đưa ra hoạt động vào năm 1961. Chiếc tàu sân bay được đánh dấu để bán vào năm 2002, và được các hiệp hội hải quân tại Anh tìm cách đưa trở về Anh Quốc để bảo tồn như một tàu bảo tàng, cho dù họ không thể quyên góp đủ số tiền cần thiết. Ngay trước lễ Giáng Sinh năm 2003, chiếc tàu sân bay được liệt kê để bán trên website đấu giá trực tuyến eBay bởi một người dùng tự nhận là môi giới tàu thay mặt cho chủ sở hữu. Giá đấu đã đạt đến 4 triệu Bảng trước khi món hàng được gở bỏ khỏi website do quy định ngăn chặn việc buôn bán vũ khí quân sự. Một cuộc đấu giá khác tại Rio de Janeiro vào tháng 2 năm 2004 đã thất bại không bán được con tàu. Một lúc nào đó giữa tháng 2 và tháng 7 năm 2004, chiếc tàu sân bay được kéo đến xưởng tháo dỡ tại Alang, Ấn Độ và được tháo dỡ tại đây.

### Sách
- Australian Naval Aviation Museum (ANAM) (1998). Flying Stations: a story of Australian naval aviation. St Leonards, NSW: Allen & Unwin. ISBN 1864488468. OCLC 39290180.
- Blackman, Raymond (ed.) (1968). Jane's Fighting Ships, 1968-69 (ấn bản thứ 71). London: Jane's Publishing Company. OCLC 123786869.Quản lý CS1: văn bản dư: danh sách tác giả (liên kết)
- Bishop, Chris (2004). Aircraft carriers: the world's greatest naval vessels and their aircraft (Google Books). Chant, Christopher. Grand Rapids, MI: Zenith. ISBN 0760320055. OCLC 56646560. Truy cập 13 tháng 11 năm 2008.
- Cassells, Vic (2000). The Capital Ships: their battles and their badges. East Roseville, NSW: Simon & Schuster. ISBN 0731809416. OCLC 48761594.
- Dennis, Peter (2008). The Oxford Companion to Australian Military History. Grey, Jeffrey; Morris, Ewan; Prior, Robin (ấn bản thứ 2). South Melbourne, VIC: Oxford University Press. ISBN 9780195517842. OCLC 271822831.
- Donohue, Hector (1996). From Empire Defence to the Long Haul: post-war defence policy and its impact on naval force structure planning 1945-1955. Papers in Australian Maritime Affairs (No. 1). Canberra: Sea Power Centre. ISBN 0642259070. OCLC 36817771. ISSN 1327-5658.
- Gillett, Ross (1988). Australian and New Zealand Warships since 1946. Brookvale, NSW: Child & Associates. ISBN 0867772190. OCLC 23470364.
- Gillett, Ross (1977). Warships of Australia. MacDougall, Anthony; Graham, Colin (illustrations). Adelaide, SA: Rigby. ISBN 0727004727. OCLC 4466019.
- Hobbs, David (2005). “HMAS Sydney (III): a symbol of Australia's growing maritime capability”.  Trong Stevens, David & Reeve, John (biên tập). The Navy and the Nation: the influence of the Navy on modern Australia. Corws Nest, NSW: Allen & Unwin. ISBN 1741142008. OCLC 67872922.Quản lý CS1: nhiều tên: danh sách biên tập viên (liên kết)
- Ireland, Bernard (2008) [2005]. The Illustrated Guide to Aircraft Carriers of the World. London: Anness Publishing. ISBN 9781844777471. OCLC 156616762.
- Lind, Lew (1986) [1982]. The Royal Australian Navy - Historic Naval Events Year by Year (ấn bản thứ 2). Frenchs Forest, NSW: Reed Books. ISBN 0730100715. OCLC 16922225.
- Polmar, Norman (2001) [1993]. The Naval Institute Guide to the Ships and Aircraft of the U.S. Fleet (Google Books) (ấn bản thứ 17). Annapolis, Md: Naval Institute Press. tr. 107. ISBN 1557506566. OCLC 249124965. Truy cập 13 tháng 11 năm 2008.
- Sharpe, Richard (ed.) (tháng 3 năm 1996). Jane's Fighting Ships, 1996-97 (ấn bản thứ 99). Surrey: Jane's Information Group. ISBN 0710613555. OCLC 34998928.Quản lý CS1: văn bản dư: danh sách tác giả (liên kết)
- Thomas, Andrew (2008). Griffon Spitfire Aces (Google Books). Osprey aircraft of the aces. 81. Davey, Chris (ill.). Oxford: Osprey. ISBN 9781846032981. OCLC 166358736. Truy cập 13 tháng 11 năm 2008.[liên kết hỏng]
- Wright, Anthony (1998) [1978]. Australian Carrier Decisions: the acquisition of HMA Ships Albatross, Sydney and Melbourne. Papers in Australian Maritime Affairs. Canberra: Sea Power Centre. ISBN 0642295034. OCLC 39641731. ISSN 1327-5658. Đã bỏ qua tham số không rõ |Volume= (gợi ý |volume=) (trợ giúp)

### Tạp chí chuyên ngành
- Corless, Josh (1 tháng 6 năm 1999). “The Brazilian Navy blazes a trail in the South Atlantic”. Jane's Navy International. Jane's Information Group. 104 (006).
- English, Adrian J. (2002). “Focus on Latin American Navies”. Naval Forces. Bonn Mönch. 23 (6): 53–64. ISSN 0722-8880.
- English, Adrian J. (1 tháng 5 năm 1996). “Latin American Navies still treading water”. Jane's Navy International. Jane's Information Group. 101 (003).
- Scott, Richard (1 tháng 3 năm 1999). Starr, Barbara. “Carrier aviation at the crossroads”. Jane's Navy International. Jane's Information Group. 100 (002).
- Till, Geoffrey (tháng 4 năm 2005). “Holding the Bridge in Troubled Times: The Cold War and the Navies of Europe”. The Journal of Strategic Studies. Routledge. 28 (2): 309–337. doi:10.1080/01402390500088379. ISSN 0140-2390.

### Báo chí
- “Briefs - In Memory”. Navy News. Royal Australian Navy. 11 tháng 3 năm 2004. Truy cập 8 tháng 8 năm 2008.
- “Campaign to save the Vengeance”. Navy News. Royal Australian Navy. 4 tháng 2 năm 2001. Truy cập 8 tháng 8 năm 2008.
- “Diving legend's final resting place at sea”. Navy News. Royal Australian Navy. 15 tháng 12 năm 2005. Truy cập 8 tháng 8 năm 2008.
- Parry, Simon (25 tháng 7 năm 2004). “Sad end to symbol of city's liberation”. Sunday Morning Post. Truy cập 9 tháng 3 năm 2010.
- Syal, Rajeev (16 tháng 6 năm 2002). “Race to save historic ship from scrap heap”. The Daily Telegraph. Lashmar, Paul. London. Truy cập 11 tháng 7 năm 2008.
- Tweedie, Neil (10 tháng 1 năm 2004). “For internet sale: aircraft carrier, only three owners”. The Daily Telegraph. London. Bản gốc lưu trữ ngày 20 tháng 12 năm 2008. Truy cập 11 tháng 7 năm 2008.
- “Pivotal Role in Britain's Naval History”. Western Morning News. 20 tháng 6 năm 2003. tr. 17.